# 湄公航空
湄公航空（越南语：／?），是越南成立的第5個民用航空公司，為越南2個私人航空之一。

## 大事記
2010年10月9日開始營運，主要營運國內9個城市間的短程航線，公司的前身是Air Mekong（民用航空局）。
2013年3月，湄公航空宣布因經營困難導致虧損，停飛所有航班並歸還4架向天西航空租賃之龐巴迪CRJ 900客機。之後進行公司重組並先行租用2架空中巴士A320或波音737NG客機重新營運。
2015年，湄公航空的營業執照在長期暫停營運後被主管機關越南交通運輸部撤銷。

## 機隊

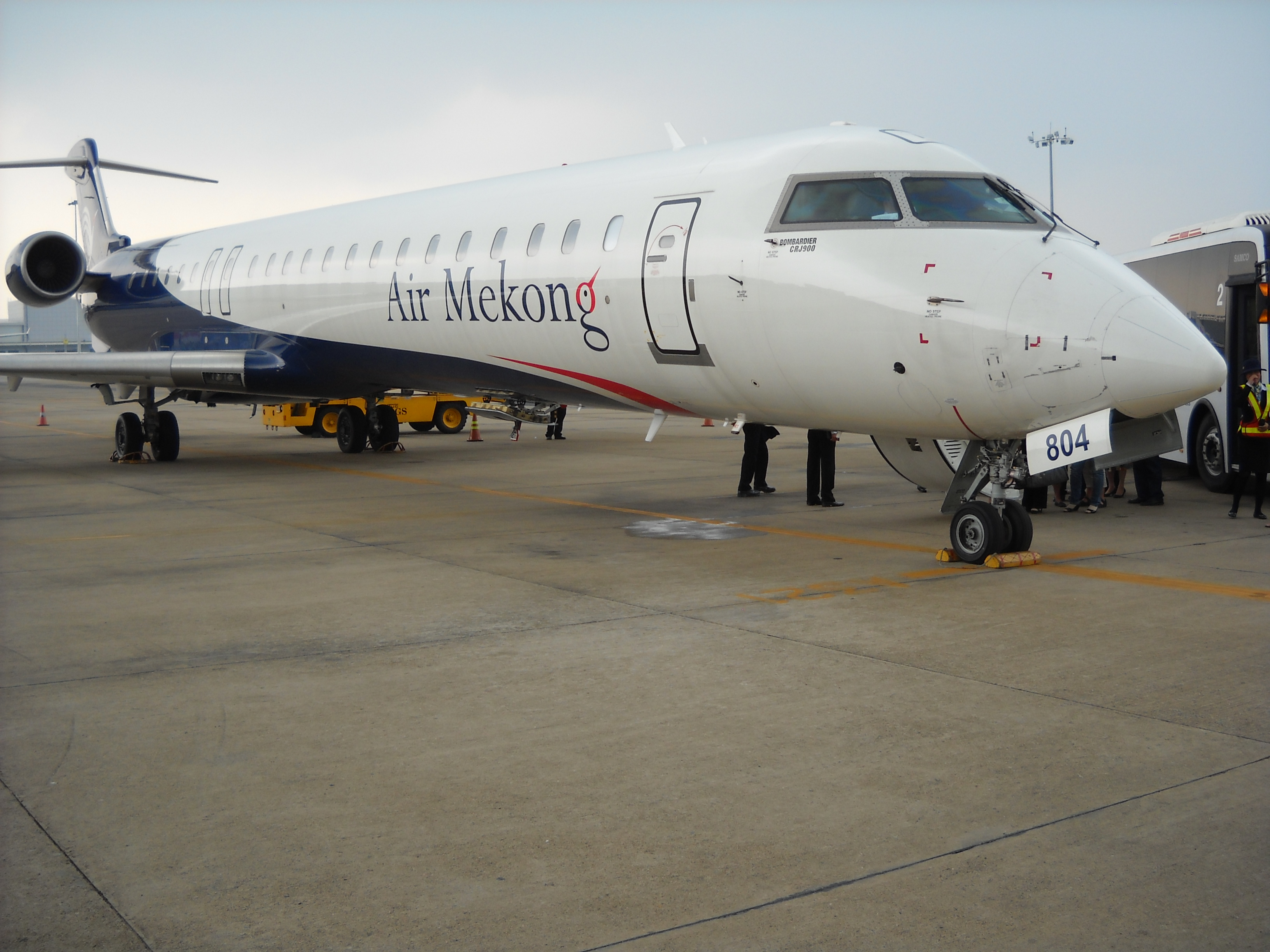
湄公航空CRJ-900

## 通航城市
- 河內（內排國際機場，HAN）
- 峴港 （峴港國際機場，DAD）
- 胡志明市（新山一國際機場，SGN）
- 芹苴市 （芹苴机场）
- 富國島（富國國際機場）
- 芽莊市
- 大叻市
- 波来古市（尚未批准）
- 邦美蜀市
- 昆仑岛